# Вирдавал Каде
Вирдавал Викрам Каде (енгл. Virdhawal Vikram Khade; Колхапур, 29. август 1991) индијски је пливач чија специјалност су спринтерске трке слободним и делфин стилом. Вишеструки је национални првак и рекордер, учесник светских првенстава у великим и малим базенима и индијски олимпијац из Пекинга 2008. године.

## Спортска каријера
Каде је скренуо пажњу локалне спортске јавности на себе у лето 2006. када је, као тинејџер, освојио четири титуле националног првака. Две године касније успео је да се квалификује за наступ на Олимпијским играма у Пекингу 2008, поставши тако најмлађим индијским пливачем икада који се квалификао за наступ на Олимпијским играма.
У Пекингу је Каде пливао три квалификационе трке на 50, 100 и 200 слободно, а најбољи резултат му је било 40. место на најкраћој деоници. Годину дана касније дебитовао је на светским првенствима у великим базенима (Рим 2009). На светским првенствима је наступао и у Шангају 2011, Барселони 2013, Казању 2015. и Квангџуу 2019. године и на на једном од првенстава није успео да се пласира даље од квалификација.
Највећи успех у каријери постигао је на Азијским играма 2010. у кинеском Гуангџоуу где је освојио бронзану медаљу у трци на 50 делфин, поставши тако првим индијским пливачем након 24 године који је успео да освоји медаљу у пливању на том такмичењу.